# Thrixspermum montanum
Thrixspermum montanum är en orkidéart som beskrevs av Henry Nicholas Ridley. Thrixspermum montanum ingår i släktet Thrixspermum och familjen orkidéer. Inga underarter finns listade i Catalogue of Life.